# Michael Eckert
Michael Eckert (* 1949) ist ein deutscher Physiker und Wissenschaftshistoriker am Deutschen Museum.

## Leben und Wirken
Eckert studierte Physik an der TU München mit dem Diplom 1976 und wurde 1979 an der Universität Bayreuth in theoretischer Physik promoviert (Modelle für den Sehvorgang wirbelloser Tiere). 1981 bis 1988 war er Mitarbeiter am Deutschen Museum, 1989 bis 1995 Lektor beim Bayerischen Schulbuchverlag, 1995 bis 2000 wissenschaftlicher Mitarbeiter an der Ludwig-Maximilians-Universität München und seit 2001 am Forschungsinstitut für Technik- und Wissenschaftsgeschichte des Deutschen Museums.
Er veröffentlichte eine Biographie von Arnold Sommerfeld (und organisierte eine Ausstellung über ihn am Deutschen Museum), schrieb ein Buch über die Sommerfeld-Schule der Atomphysik und über die Geschichte der Strömungsmechanik, speziell der Schule von Ludwig Prandtl, und befasste sich unter anderem mit der Geschichte der Festkörperphysik und der Kernenergiepolitik in Deutschland.

## Auszeichnungen
2025 erhielt er den Schuster History of Physics Prize, der gemeinsam von der European Physical Society (EPS), der Österreichischen Physikalischen Gesellschaft (ÖPG) und der History of Physics Group des Institute of Physics (IOP) verliehen wird.

## Schriften
- Arnold Sommerfeld – Atomphysiker und Kulturbote 1868-1951. Eine Biografie. Göttingen: Wallstein-Verlag, 2013 (= Abhandlungen und Berichte des Deutschen Museums, Neue Folge, Bd. 29)
  - Englische Übersetzung: Arnold Sommerfeld : Science, Life and Turbulent Times 1868-1951, Springer 2013
- Die Bohr-Sommerfeldsche Atomtheorie: Sommerfelds Erweiterung des Bohrschen Atommodells 1915/16. Klassische Texte der Wissenschaft,  Springer Verlag 2013
- Heinrich Hertz. Hamburg: Ellert & Richter Verlag, 2010.
- Ludwig Prandtl – Strömungsforscher und Wissenschaftsmanager. Springer-Verlag, Berlin/Heidelberg 2017, ISBN 978-3-662-49917-7.
- The Dawn of Fluid Dynamics. A Discipline between Science and Engineering. Berlin/Weinheim: Wiley-VCH, 2006.
- Herausgeber mit Karl Märker: Arnold Sommerfeld: Wissenschaftlicher Briefwechsel, Band 1: 1892-1918, Band 2: 1919-1951. Berlin, Diepholz, München: Deutsches Museum, GNT-Verlag, 2000 und 2004.
- Die Atomphysiker. Eine Geschichte der theoretischen Physik am Beispiel der Sommerfeldschule. Braunschweig/Wiesbaden: Vieweg, 1993.
- mit Maria Osietzki: Wissenschaft für Macht und Markt. München: C. H. Beck, 1989.
- mit Helmut Schubert: Kristalle, Elektronen, Transistoren: Von der Gelehrtenstube zur Industrieforschung, Reinbek: Rowohlt, 1986.
- mit Willibald Pricha, Helmut Schubert, Gisela Tor: Geheimrat Sommerfeld – Theoretischer Physiker: Eine Dokumentation aus seinem Nachlass. Deutsches Museum, München, 1984.
- Euler and the Fountains of Sanssouci. in: Archive for History of Exact Sciences. 56/6, 2002, 451–468.
- Die Geburt der modernen Atomtheorie. Physik in unserer Zeit, Band 44, 2013, Heft 4.
- Sommerfeld und die Anfänge der Atomtheorie. Physik in unserer Zeit, Band 26, 1995, S. 21–28.
- mit Eberhard Bodenschatz: Ein Leben für die Turbulenz. Spektrum der Wissenschaft, Oktober 2013, S. 44–52 (Prandtl).
- mit Eberhard Bodenschatz: Prandtl and the Göttingen school. In: Peter A. Davidson, Yukio Kaneda, Keith Moffatt, Katepalli R. Sreenivasan (Hrsg.):  A Voyage Through Turbulence. Cambridge: Cambridge University Press, 2011, S. 40–100.
- mit Lillian Hoddeson, Gordon Baym: The development of the quantum mechanical electron theory of metals. Reviews of Modern Physics, Band 59, 1987, S. 287–327 (und in Hoddeson u. a., Out of the crystal maze, Kapitel 2, S. 88–181)
- mit Helmut Schubert, Gisela Torkar: The Roots of Solid State Physics Before Quantum Mechanics. In: L. Hoddeson, E. Braun, S. Weart und J. Teichmann (Hrsg.): Out of the Crystal Maze. Chapters from the History of Solid-State-Physics. Oxford University Press, New York/Oxford, 1992, S. 3–87.
- The German Physical Society and „Aryan Physics“. In: Mark Walker und Dieter Hoffmann (Hrsg.): The German Physical Society in the Third Reich: Physicists between Autonomy and Accommodation. Cambridge University Press, 2011, S. 96–125.
- The turbulence problem. A persistent riddle in historical perspective, Springer 2019
- Physik im Schlosspark. Der Lustgarten als Schauplatz neuer Technik. Schloss Nymphenburg, Versailles, Sanssouci. München: Allitera 2020
- Establishing Quantum Physics in Munich: Emergence of Arnold Sommerfeld’s Quantum School, Springer 2020
- Joseph von Baader. Technikpionier im vorindustriellen Bayern. Pustet, Regensburg 2022